# ویلیام رایان
ویلیام رایان (انگلیسی: William Ryan؛ زادهٔ ۲۳ دسامبر ۱۹۸۸) قایقران قایق بادبانی اهل استرالیا است.